# Kostiantyn Babycz
Kostiantyn Mykołajowycz Babycz (ukr. Костянтин Миколайович Бабич; ur. 6 maja 1975 w Nikopolu w obwodzie dniepropetrowskim) – ukraiński piłkarz, grający na pozycji napastnika.

## Kariera piłkarska

### Kariera klubowa
Wychowanek DJuSSz-1 w Nikopolu. Pierwszy trener - W.I.Tereszczenko. W 1992 rozpoczął karierę piłkarską w rodzimym klubie Metałurh Nikopol, skąd w 1995 został zaproszony do Dnipra Dniepropetrowsk. Ale nie potrafił przebić się do podstawowego składu Dnipra, dlatego w następnym roku przeszedł do CSKA Kijów, który na początku nazywał się CSKA-Borysfen Kijów. Potem występował w Czornomorcu Odessa i Worskłe Połtawa, z którymi zakwalifikował się w pucharach europejskich. Na początku 1998 został piłkarzem Illicziwca Mariupol, w którym zdobył tytuł najlepszego strzelca w historii. Podczas przerwy zimowej sezonu 2003/04 przeniósł się do Arsenału Kijów. Latem 2005 powrócił do Illicziwca. W rundzie jesiennej sezonu 2008/09 bronił barw Zakarpattia Użhorod, a potem powrócił do CSKA. Kiedy na początku września 2009 z przyczyn finansowych CSKA został rozformowany postanowił zakończyć karierę piłkarską.

### Kariera reprezentacyjna
Występował w młodzieżowej reprezentacji Ukrainy.

## Sukcesy i odznaczenia

### Sukcesy klubowe
- mistrz Pierwszej lihi Ukrainy: 2008

### Sukcesy indywidualne
- wybrany do listy 33 najlepszych piłkarzy roku na Ukrainie: 2003 (nr 3)
- 4. miejsce w klasyfikacji strzelców Mistrzostw Ukrainy: 2000